# Catocala brandti
Catocala brandti ist ein Schmetterling (Nachtfalter) aus der Familie der Eulenfalter (Noctuidae). Die Art wurde Fred Hermann Brandt postum gewidmet, der im Rahmen seiner umfangreichen wissenschaftlichen Tätigkeit im Iran einen Großteil der dortigen Lepidopterenfauna erforschte.

## Merkmale

### Falter
Die Vorderflügeloberseite zeigt verschiedene Brauntöne, die im Wurzelfeld leicht verdunkelt sind. Während die äußere, schwarzbraune Querlinie stark gezackt ist, verläuft die innere nahezu gerade. Die Hinterflügeloberseite hat eine gelbe Farbe, ein breites, schwarzbraunes Außen- sowie ein gleichfarbiges, schmaleres, leicht gebogenes Mittelband. Das Außenband ist in der Nähe des Analwinkels durch ein kleines gelbes Feld unterbrochen. Der Thorax ist zumeist leicht moosgrün überstäubt. Das Abdomen ist gelblich.

### Ei, Raupe, Puppe
Die ersten Stände sind noch nicht beschrieben.

### Ähnliche Arten
Die ähnliche Art Catocala nymphagoga unterscheidet sich von Catocala brandti durch die etwas schwächer ausgeprägte Zeichnung auf der Vorderflügeloberseite, das am Ende stärker abgeknickte schwarzbraune innere Mittelband auf der Hinterflügeloberseite sowie die bräunliche Färbung von Thorax und Abdomen. Zur sicheren Unterscheidung ist eine genitalmorphologische Untersuchung anzuraten.

## Verbreitung und Lebensraum
Neben der im Iran und der Türkei vorkommenden Nominatform Catocala brandti brandti wurde die in Griechenland gefundene Unterart Catocala brandti schaideri Habeler & Hacker, 1999 beschrieben. 
Die Tiere bevorzugen trockene, felsige Gegenden mit vereinzeltem Busch- und Baumbestand.

## Lebensweise
Die Falter fliegen hauptsächlich im Mai und Juni. Sie besuchen künstliche Lichtquellen. Weitere Details zur Lebensweise der Art liegen momentan nicht vor.